# Capilla Susana Soca
La capilla Susana Soca, ubicada en la localidad de Soca, Uruguay, 60 km al noreste de Montevideo, es el único edificio con destino religioso que construyó el arquitecto español Antoni Bonet, de origen catalán.
La capilla está cercada en una propiedad privada.

## Historia
La construcción fue financiada por Luisa Blanco Acevedo, viuda del médico y político uruguayo Francisco Soca y benefactora del pueblo, pocos años después de la trágica muerte de la única hija del matrimonio, la poetisa Susana Soca, en un accidente aéreo en Brasil.
La capilla se construiría originalmente en honor al doctor Francisco Soca, pero tras la muerte de Susana, Luisa Blanco Acevedo decide continuar la capilla para depositar los restos de su hija.
La construcción fue iniciada a mediados de 1962; en marzo de 1963 la iglesia tenía el techo terminado y en mayo se comenzó la construcción de las cuatro caras macizas. Fue en esta etapa, en junio o julio, que Bonet recorrió la obra por última vez. No pudo contemplar el efecto final producido por la luz filtrada a través de los vidrios a los que le había concedido tanta importancia. Las 2900 piezas violetas, verdes y ocre naranja fueron compradas en Barcelona y es probable que hayan sido colocadas recién en 1966

## Arquitectura
Obra del arquitecto Antoni Bonet, la capilla está concebida como dos volúmenes triangulares que se unen en forma de cruz latina. La base principal es un prisma recto, de base triangular, acentuado sobre una de sus caras y seccionado en ambos extremos por planos inclinados; sobre uno de ellos se encuentra la entrada y sobre el otro el ábside, alojan en las fachadas exteriores los grabados y bajorrelieves realizados por el artista plástico valenciano Ricardo Bastid, sobre los diseños de Bonet.
Cada volumen se estructura con base en un módulo triangular equilátero, subdividido en veinticinco pequeños triángulos, que a su vez subdividen en nueve triángulos, que alojan pequeños vidrios de colores, estos últimos son los elementos que componen principalmente la obra y la define. La única entrada está calada en una de las fachadas con una puerta realizada en hierro.
Cuando lo entrevistaron en 1978 Bonet afirmaba que en Soca había deseado crear un espacio imaginativo, una cristalera gótica donde el color envolviera enteramente al hombre. No vio el resultado pero ciertamente obtuvo el impacto buscado, ya que el interior presenta indudables referencias medievales. La luz se descompone por efecto de los cristales polícromos generando impresiones variables sobre la tracería estructural, recordando no tan lejanamente al tardío gótico flamígero.
Los alrededores del edificio están diseñados para acompañar la actividad litúrgica.
En la entrada se ve una cruz equilátera con el nombre de Cristo. 

## Monumento Histórico Nacional
En diciembre de 2014 la capilla es declarada Monumento Histórico Nacional por resolución del Ministerio de Educación y Cultura de Uruguay N.º 725/014.